# Município de Wayne (condado de Tuscarawas, Ohio)
O município de Wayne (em inglês: Wayne Township) é um município localizado no condado de Tuscarawas no estado estadounidense de Ohio. No ano de 2010 tinha uma população de 2.164 habitantes e uma densidade populacional de 31,36 pessoas por km².

## Geografia
O município de Wayne encontra-se localizado nas coordenadas 40° 36′ 02″ N, 81° 37′ 25″ O. Segundo a Departamento do Censo dos Estados Unidos, o município tem uma superfície total de 69.02 km², da qual 68,81 km² correspondem a terra firme e (0,29 %) 0,2 km² é água.

## Demografia
Segundo o censo de 2010, tinha 2.164 habitantes residindo no município de Wayne. A densidade populacional era de 31,36 hab./km². Dos 2.164 habitantes, o município de Wayne estava composto pelo 98,98 % brancos, o 0,32 % eram afroamericanos, o 0,09 % eram amerindios e o 0,6 % eram de uma mistura de raças. Do total da população o 0,51 % eram hispanos ou latinos de qualquer raça.